# وادیم کواکین
وادیم کواکین (انگلیسی: Vadym Kuvakin؛ زادهٔ ۴ مهٔ ۱۹۸۴) ورزشکار ژیمناستیک هنری  اهل اوکراین است.